# Namandala
Namandala est une commune rurale située dans le département de Tô de la province de Sissili dans la région du Centre-Ouest au Burkina Faso.

## Géographie
La commune est traversée par la route nationale 13.